# Tercera División Grupo 15
De Tercera División RFEF Grupo 15 is een van de regionale divisies van de Tercera División RFEF, de vijfde voetbaldivisie van Spanje. Het is de eerste divisie in de regio Navarra en de Tercera División Grupo 15 bevindt zich in dat opzicht onder de Segunda División RFEF en boven de Preferente de Navarra.

## Opzet
Er zijn 20 clubs die in een competitie tegen elkaar uitkomen. De kampioen promoveert automatisch en de nummers 2 t/m 5 spelen play-offs om één plaats in de Segunda División RFEF. De nummers 18, 19 en 20 dalen af naar de Preferente.
CF Ardoi FE ·
Atlético Cirbonero ·
CD Baztán ·
CD Beti Onak ·
Beti Kozkor KE ·
FC Bidezarra ·
UCD Burladés ·
CD Cantolagua ·
UDC Chantrea ·
CD Corellano ·
CD Cortes ·
CD Fontellas ·
CD Huarte · 
CD Lourdes ·
CD Murchante ·
CD Pamplona ·
CD Peña Azagresa ·
Peña Sport FC · 
CD River Ega ·
AD San Juan ·
CD Subiza ·
CD Valle de Egüés ·